# Gmina Vuka
Gmina Vuka (chorw. Općina Vuka) – gmina w Chorwacji, w żupanii osijecko-barańskiej.

## Miejscowości i liczba mieszkańców (2011)
- Hrastovac - 173
- Lipovac Hrastinski - 82
- Vuka - 945